# Ophioderma vansyoci
Ophioderma vansyoci is een slangster uit de familie Ophiodermatidae.
De wetenschappelijke naam van de soort werd in 1996 gepubliceerd door Gordon Hendler.